# Trepatge profund

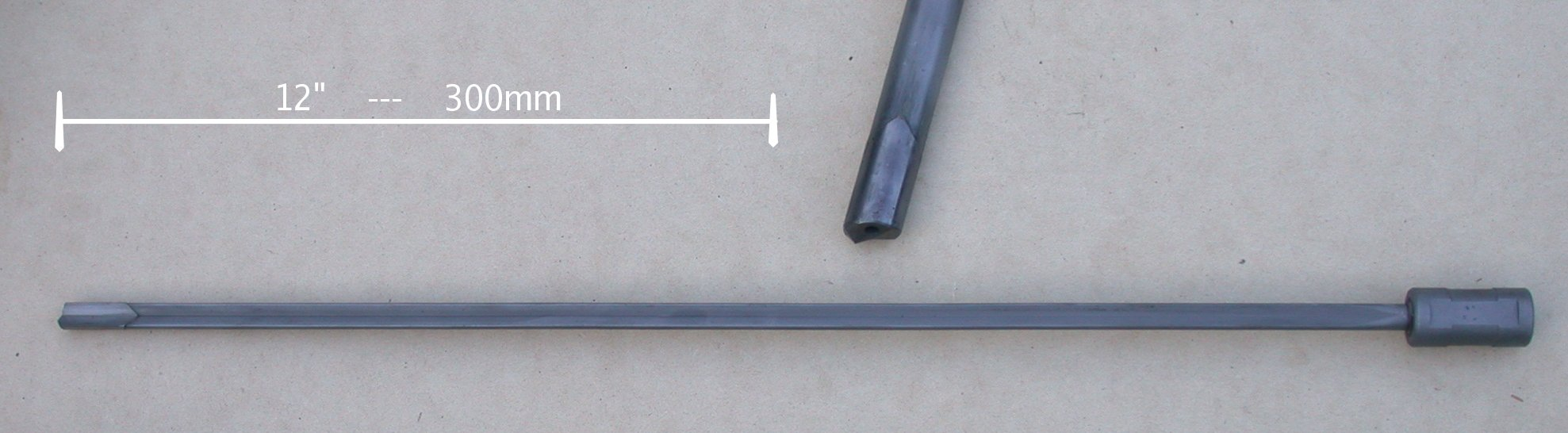
Dues eines per a foradar canons. La punta d'una i tota la imatge de l'altra. Vegeu l'escala.

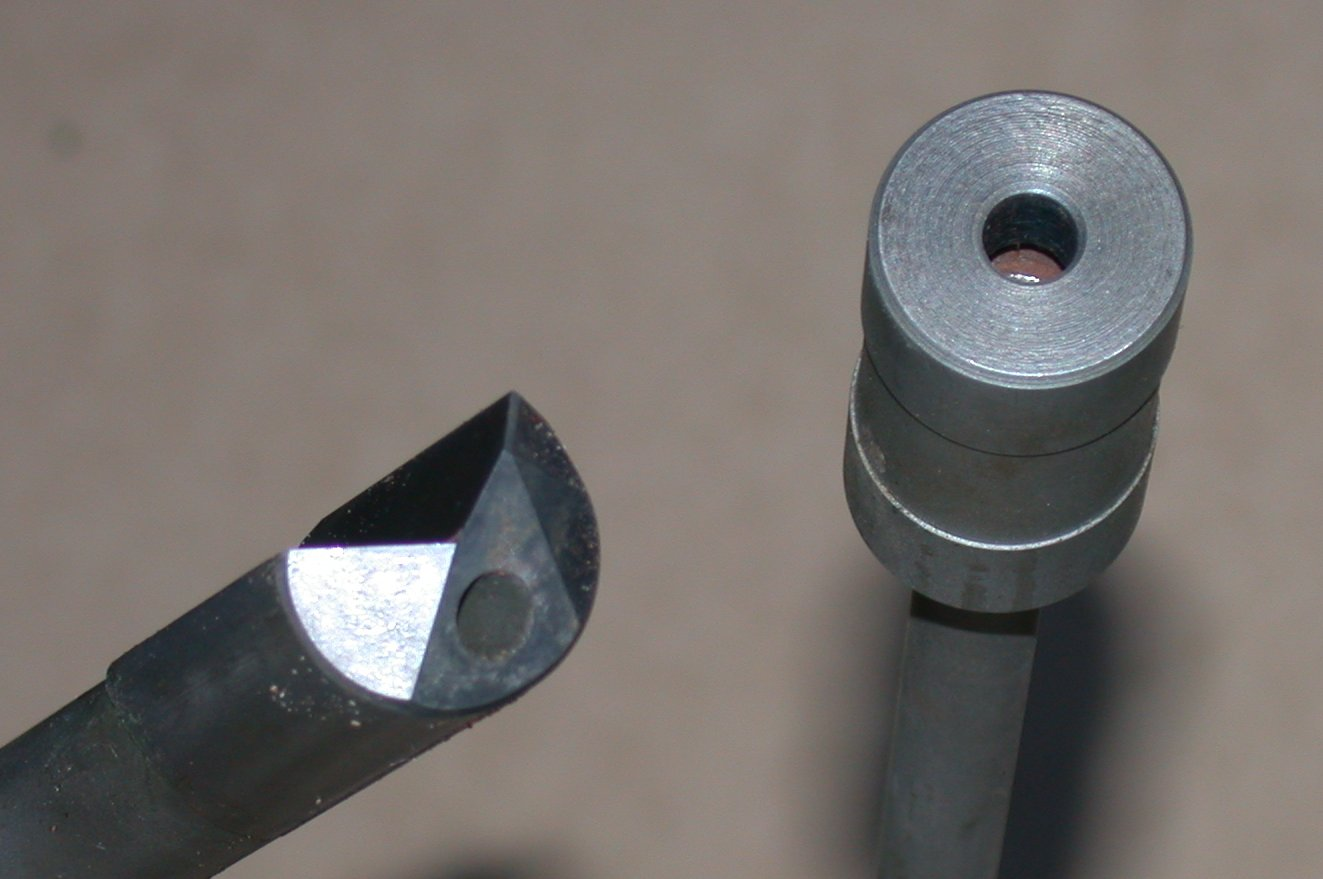
Punta d'una broca de foradar canons i mànec d'una altra. Mostrant els orificis de refrigeració.

El trepatge profund o trepatge de canó, és un procés de fabricació utilitzat per fer forats relativament profunds, ja siguin aquests oberts o tancats. En aquest procés el diàmetre del forat es crea seguint l'eix lineal o sigui en forma axisimétrica.
Comunament és un mètode de manufactura per produir eixos o cilindres buits, així com un tub, o un capil·lar gran o cavitat tubular, on es procura que el diàmetre del forat sigui constant. Per exemple, en un objecte cilíndric on el forat ha de seguir la línia central o axis, es busca que el gruix de la paret sigui constant i, a més, s'espera un bon acabat en el diàmetre intern acabat de fer.
D'altra banda, el perforat profund es pot dur a terme en parts que no són cilíndriques, però això molt probablement requereix una forma especial per a acomodar i subjectar la part per tal de donar-li suport i facilitar el procediment.

## Antecedents històrics
Els mètodes moderns de trepatge profund es van desenvolupar a la fi del segle xix i durant tot el segle XX per respondre a les necessitats de la indústria armamentística.
A la dècada de 1870, després de la invenció de la pólvora sense fum per un químic francès (que augmentava la potència més de sis vegades amb relació a la pólvora negra) va ser necessari fabricar canons de fusell molt més resistents. Fins llavors es produïen mitjançant tècniques de forja. Tires d'acer en calent es cargolaven en una tija de diàmetre igual al calibre desitjat. Mitjançant el martelleig es soldaven les juntures i el diàmetre interior resultava molt precís. Finalment es produïen les osques per brotxatge.
Amb aquest mètode la pólvora sense fum rebentava els canons als pocs trets.
Els enginyers van decidir fabricar els canons trepant barres massisses.
El primer desenvolupament va ser la "broca per a canons". Des del 1870 es va començar a produir les primeres armes amb aquest sistema. Foren famosos els fusells Mauser fabricats a Alemanya i els Springfield a Anglaterra i USA.
Durant la II Guerra Mundial va haver la necessitat d'augmentar la producció dràsticament de vaixells de guerra i submarins.
Per fabricar tubs de canó naval, periscopis de submarí i eixos de propulsió es va desenvolupar el sistema STS (Single Tube System). El sistema permetia treballar 4 vegades més ràpidament.
En els anys 50 es patenta el sistema Ejector (Sandvik Coromant). A diferència de STS que requeria màquines especials, el sistema ejector es va pensar per ser adaptat a màquines-eines convencionals. Constava de dos tubs, un interior i un altre exterior. Como en STS la ferritja amb la taladrina s'evacuava pel tub interior donant, a més de major rapidesa que la broca-canó, millor precisió.

## Diferència entre trepatge convencional i trepatge profund
La més pràctica i principal diferència entre el trepatge i el trepatge profund, és com el seu nom ho indica, l'abast i profunditat de l'orifici que s'ha de produir. Les màquines perforadores per al taladrat profund també conegut col·loquialment com foradat de rifle (per canó ratllat de les armes de foc, a diferència del canó de les escopetes que en la seva immensa majoria és llis i no es fabrica mitjançant taladadro, sinó per forjat) normalment operen en forma horitzontal.

## Regulars i no regulars
La mida del forat, la distància total de desplaçament fora de la línia axial, i la rugositat en l'acabat del forat són preocupacions primordials i constants durant aquest procés de mecanitzat.
Diversos factors es necessiten avaluar abans d'iniciar el procés de mecanitzat. Aquests inclouen, però no es limiten a: les velocitats de rotació i desplaçament, els diàmetres i profunditats, materials, la calor (transferència tèrmica) i agents de refredament, pressions i fluxos, rotació i contra-rotació; ja que tots aquests afecten el transcurs d'acció i són importants per al compliment reeixit del procés. Conseqüentment, un forat ja acabat és el resultat de les influències de totes les constants i variables involucrades.

## Materials a ser treballats
Entre els materials que amb èxit poden arribar a ser trepatges en forma profunda hi ha els metalls ferrosos i els no ferrosos, metalls de transició i plàstics, les propietats particulars del material s'han de prendre en consideració abans de perforar, ja que les condicions de mecanitzat, com ara la superfície en peus per minut (SFM) es necessiten ajustar d'acord.
Breu llista de materials
Metalls ferrosos: Acer de diversos graus i composicions.
- Acers inoxidables: 17-4, 455
- Acer refredat en oli: O-1

Metalls no ferrosos: Alumini de diversos graus i composicions.
- 6061

Metalls de transició:
- Titani.

Materials sintètics:
- Plàstic.

Una pràctica, però temptativa, correlació de mides entre el diàmetre i la profunditat de tall pot ser el següent:
Des d'un diàmetre de (1/32 ") fins a una profunditat de (1 ½")
a
un diàmetre de ¾ "per una profunditat de 36"

## La broca
La broca de perforació profunda difereix d'altres broques des del seu aspecte de construcció fins detalls en la seva geometria. Tres components principals en la broca de trepatge profund són: la seva punta, el seu cos i el seu mànec